# 카복시페니실린

베타-락탐 골격. 개별 물질마다 바뀔 수 있는 곁사슬은 색칠되어 있다.

카복시페니실린(carboxypenicillins)은 항생제의 한 그룹이다. 페니실린 계열에 속하며 카르베니실린과 티카르실린이 카복시페니실린에 속한다.
다른 페니실린과 마찬가지로 베타-락탐 골격을 기본으로 하지만, 카복시페니실린은 곁사슬로 카복실산이나 카복실산 에스터기를 가진다는 차이가 있다.

## 갤러리

카르베니실린
티카르실린

## 같이 보기
- 아미노페니실린
- 테모실린